# Josef Schaffer (Architekt)
Josef Schaffer (geboren 21. Mai 1862 in Marienbad, Kaisertum Österreich; gestorben 15. Juni 1938 ebenda) war ein österreichisch-tschechoslowakischer Architekt.

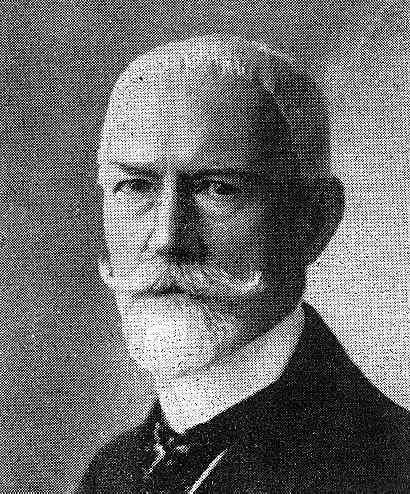
Unbekannter Fotograf, ohne Datum

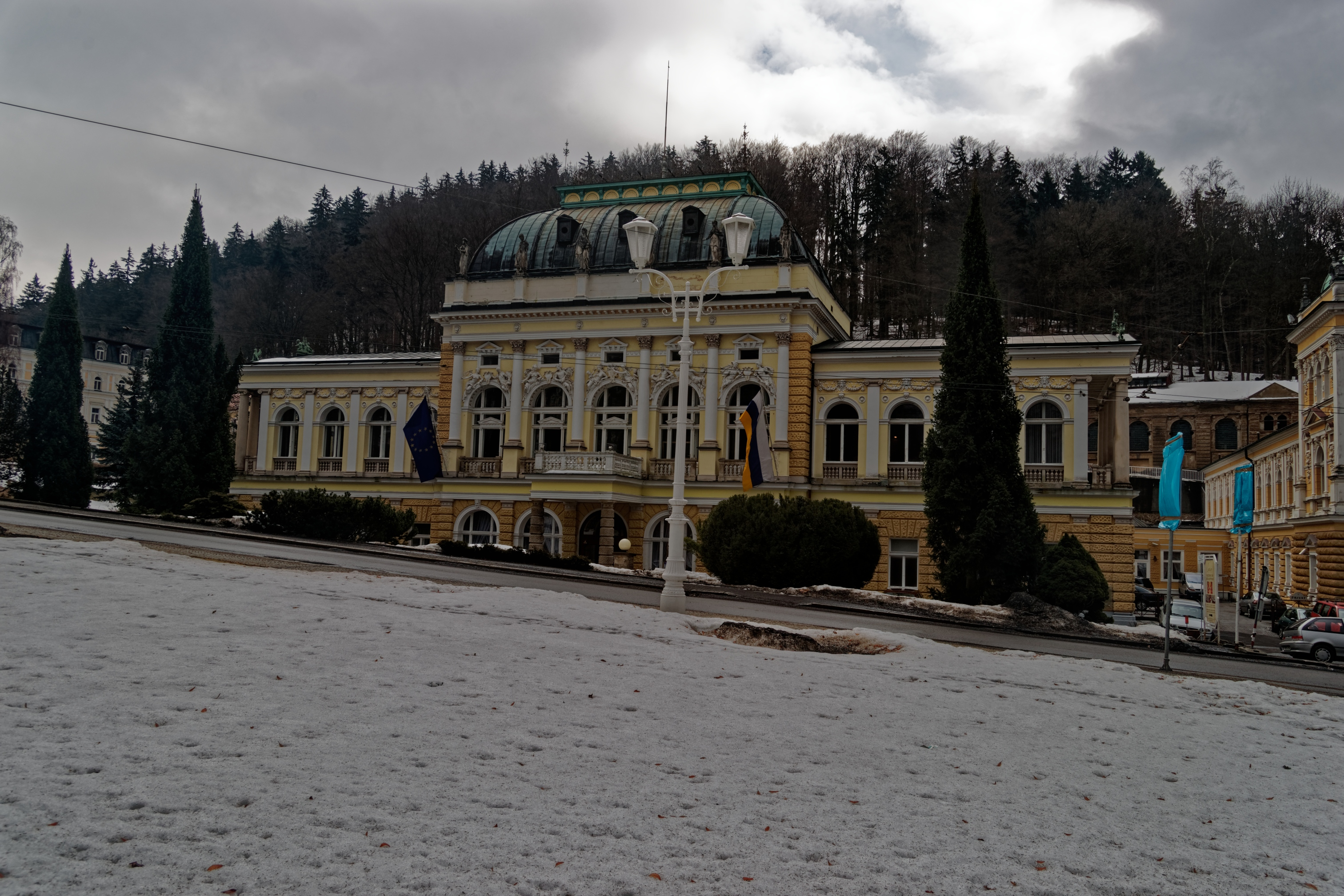
Casino (1901)

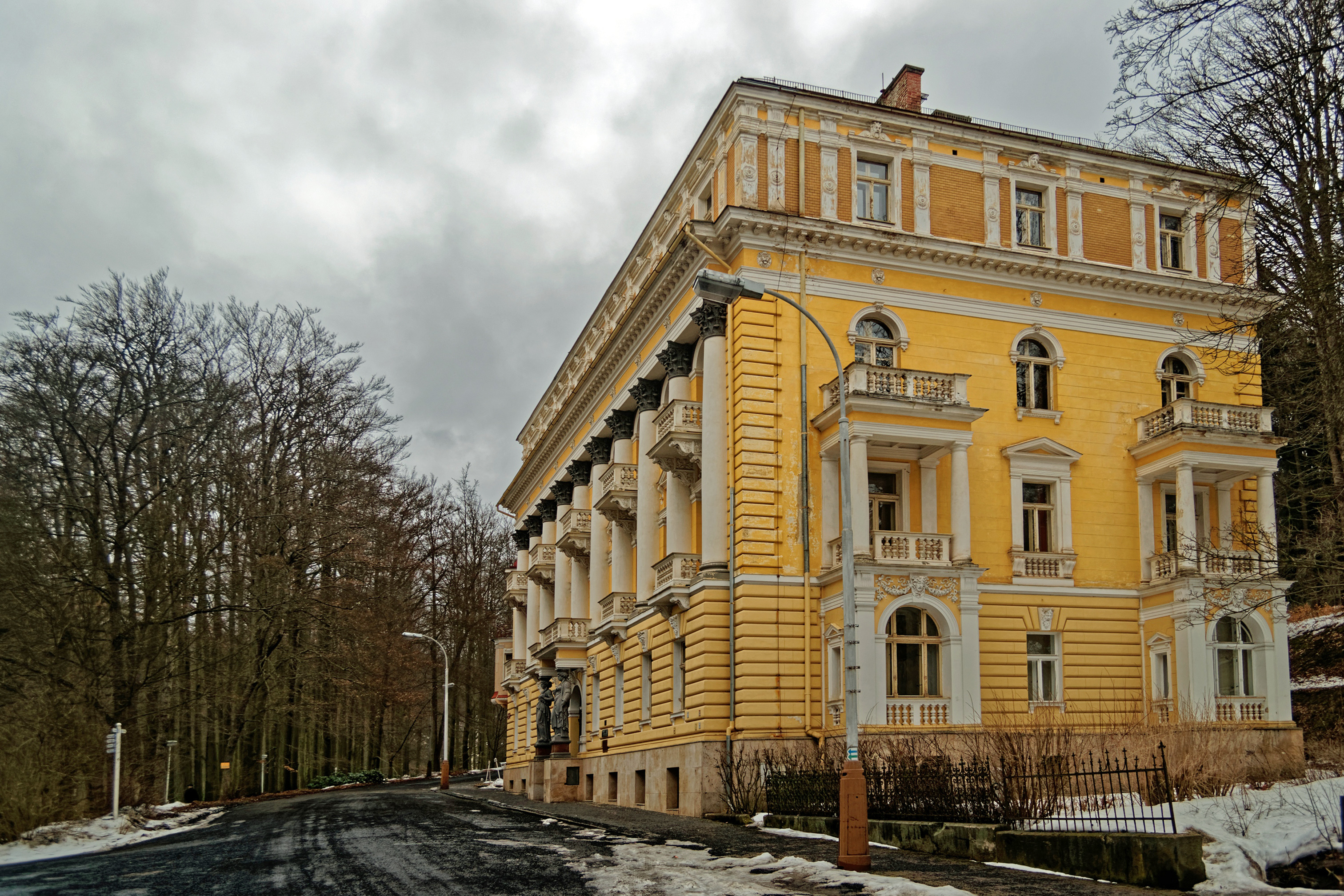
Palladio (1903)

## Leben
Josef Schaffer war ein Sohn des Kaufmanns Johann Baptist Schaffer (1826–1899) und der Elisabeth Sommer (1835–1865). Er besuchte die Realschule in Pilsen und machte dort eine Mechanikerlehre. Er ging 1879 an die Schule für Architektur an der Akademie der bildenden Künste in Wien und studierte drei Jahre bei Theophil von Hansen. Danach arbeitete er für Emil von Förster, der in dieser Zeit den Wettbewerb für das Hauptgebäude der Allgemeinen Österreichischen Bodencreditanstalt in der Teinfaltstraße gewann. Stilelemente von dort finden sich in späteren Arbeiten Schaffers. Ab 1886 arbeitete Schaffer für drei Jahre am Bauamt im Wiener Stadtteil Untermeidling.
1889 erhielt er in Marienbad von Abt Ambros Alfred Clementso die Stelle des Architekten, Baumeisters und Direktors der Stift-Tepler-Klostereinrichtungen, zu deren Besitz auch ein Teil der im 19. Jahrhundert neu geschaffenen Badeinrichtungen in Marienbad gehörten. Zudem wurde im Kloster Tepl zu der Zeit ein Bibliotheksgebäude mit einem großen Bibliothekssaal errichtet. Im Februar 1891 heiratete er Maria König, die Tochter eines örtlichen Bauherren, Johann König.
In dem aufstrebenden Kurort Marienbad realisierte Schaffer in den folgenden Jahren, zusammen mit seinem Schwiegervater, eine Reihe von monumentalen Bauten im Stil der Neurenaissance:
- das Gesellschaftshaus Casino in den Jahren 1898–1900
- das Zentralbad an der Stelle des alten Heilbads 1889–1892
- das Neue Bad in den Jahren 1893–1895
- das künstlerische Kirchenportal zum 700. Jahrestag des Klosters 1897
- das Stadtkrankenhaus 1898
- den großen Saal im Gesellschaftshaus Casino 1900.

Schaffer war viele Jahre Stadtrat in Marienbad. Nach dem Ersten Weltkrieg beschränkte sich seine Arbeit auf kleinere Um- und Anbauten. Er ging 1930 in den Ruhestand.
Neben Schaffer war der Wiener Architekt Arnold Heymann in Marienbad tätig.